# فاني والدن
فاني والدن (بالإنجليزية: Fanny Walden)‏ (1 مارس 1888 في المملكة المتحدة - 3 مايو 1949 بنورثامبتون في المملكة المتحدة) هو لاعب كركيت ولاعب كرة قدم بريطاني (وحمل سابقاً جنسية المملكة المتحدة لبريطانيا العظمى وأيرلندا) في مركز جناح. لعب مع توتنهام هوتسبير ونادي نورثامبتون تاون.

## وصلات خارجية
- فاني والدن على موقع ناشيونال فوتبول تيمز (الإنجليزية)